# صموئيل الكاهيتي
صموئيل (بالجورجية: სამოელი) (تُوفي عام 861 م)، كان من عائلة الدوناوري، وهو أَمير وخوريبيسكوبوس في كاهيتي في شرق جورجيا، حَكم من عام 839 إلى عام 861 م. بعد وفاة سلفه فاشي الكاهيتي، انتُخب صموئيل أميرًا من نبلاء غاردابانيان الذين هيمنوا على سياسة كاخيتي في ذلك الوقت. كان متحالفًا مع أمير تفليسي العربي في الثورة ضد الخلافة، وبالتالي أصبحت كاخيتي هدفًا للحملات العقابية العربية بقيادة خالد بن يزيد (840-842) وبغا التركي (853-854). وقد خلف صموئيل ابنُ أخيه، جبرائيل الكاهيتي.

## فهرس
- تومانوف سيريل (1976، روما). Manuel de Généalogie et de Chronologie pour le Caucase chrétien (أرميني، جورجي، ألباني).
- خشوتي الكارتيلي[الإنجليزية]. تاريخ جروزينسكي جميل. الأخبار والحياة الصناديق والبحريات. ج.1.